# هاري كلاي سميث
هاري كلاي سميث (بالإنجليزية: Harry Clay Smith)‏ هو مُحرِّر وملحن وسياسي أمريكي، ولد في 28 يناير 1863 بكلاركسبورغ في الولايات المتحدة، وتوفي في 10 ديسمبر 1941 بكليفلاند في الولايات المتحدة. حزبياً، نشط في الحزب الجمهوري. وقد انتخب عضو مجلس نواب أوهايو.